# Brian Thompson

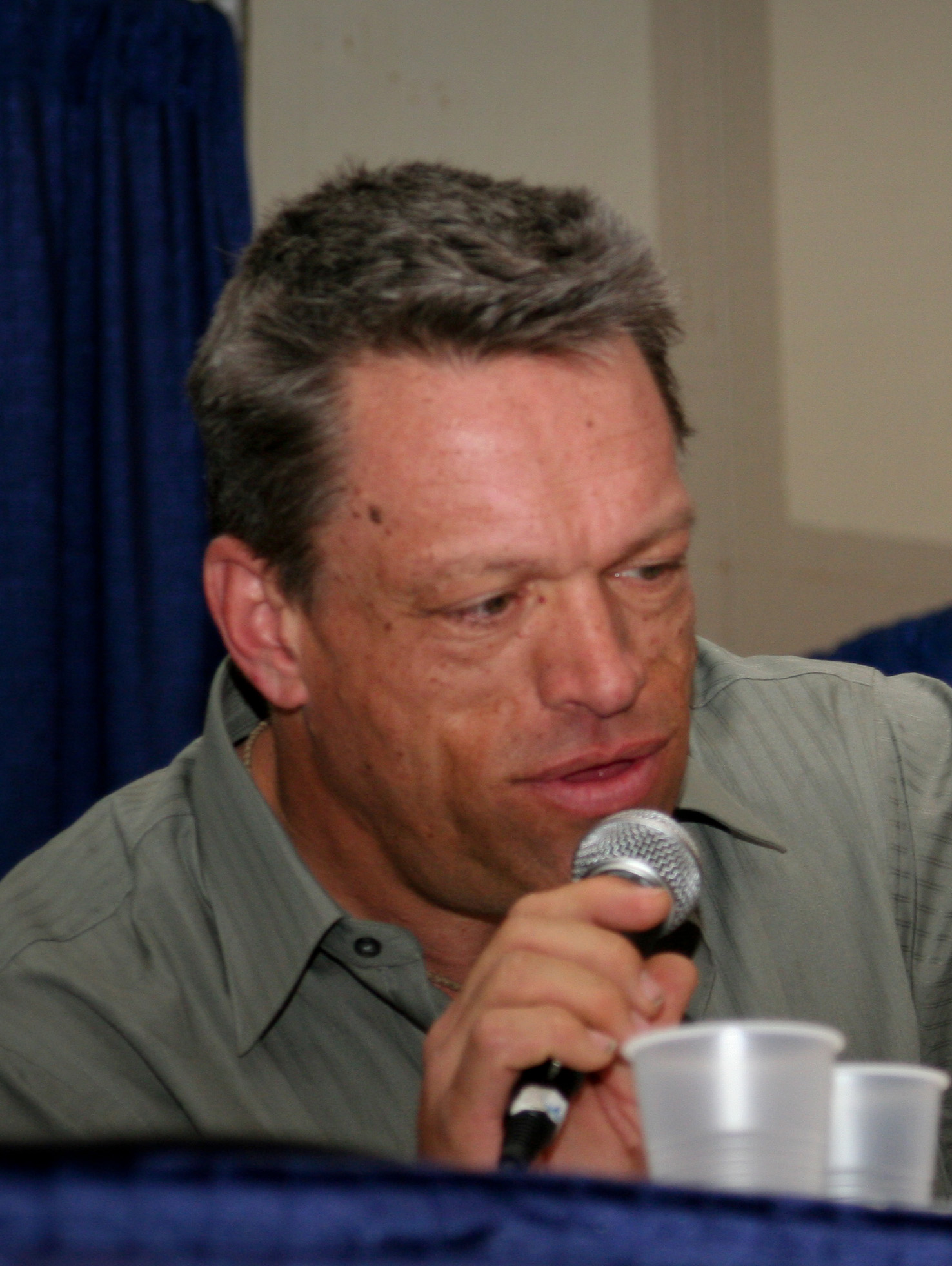
Thompson 2009 auf der Comicon, New York

Brian Thompson (* 28. August 1959 in Ellensburg, Washington) ist ein US-amerikanischer Schauspieler. Sein unverwechselbares Profil und seine imposante Statur haben ihm viele Rollen, hauptsächlich als Bösewicht, verschafft.

## Karriere
Seine erste Rolle spielte Thompson in der Fernsehserie Falcon Crest. Seinen ersten Auftritt in einem Spielfilm hatte er als Punk, der von Arnold Schwarzenegger am Anfang des Films Terminator getötet wird. Seine bekannteste Rolle ist wohl die von Night Slasher („Nacht-Schlitzer“ in der deutschen Fassung), dem rätselhaften Anführer einer Sekte von Serienmördern in Die City-Cobra, wo er an der Seite von Sylvester Stallone spielte. Für diese Rolle wurde er gleich zweimal für den Negativpreis Goldene Himbeere nominiert: als schlechtester Nebendarsteller und als schlechtester Newcomer.
Thompson hat auch in einer Vielzahl von Fernsehserien, in erster Linie Science-Fiction- und Fantasy-Serien, mitgewirkt. So verkörperte er in neun Episoden einen außerirdischen Kopfgeldjäger in der Mysteryserie Akte X – Die unheimlichen Fälle des FBI, in der Pilot-Folge (Das Zentrum des Bösen) von Buffy – Im Bann der Dämonen Luke, einen Jünger des Meisters, sowie den Richter in der zweiten Staffel und in Jason und der Kampf um das Goldene Vlies den Hercules. Thompson hat in Star Trek: Enterprise den romulanischen Admiral Valdore gespielt sowie in Raumschiff Enterprise: Das nächste Jahrhundert, Star Trek: Deep Space Nine und Star Trek: Treffen der Generationen mitgewirkt.
Thompson stellte in der Computerspiel-Verfilmung Mortal Kombat 2 – Annihilation Shao Khan, den Herrscher von Outworld, dar.
Thompson lebt in Los Angeles mit seinem Sohn und seiner Tochter.

## Filmografie (Auswahl)

### Filme
- 1983: Bush Christmas – 40 Grad im Schatten (Bush Christmas)
- 1984: Terminator (The Terminator)
- 1986: Die City-Cobra (Cobra)
- 1986: Drei Amigos! (¡Three Amigos!)
- 1987: Commando Squad
- 1987: Der Werwolf kehrt zurück (Werewolf)
- 1988: Mein Nachbar, der Vampir (Fright Night Part II)
- 1988: Nacht der Entscheidung – Miracle Mile (Miracle Mile)
- 1988: Spacecop L.A. 1991 (Alien Nation)
- 1989: Das Bankentrio (Three Fugitives)
- 1990: Leon (Lionheart)
- 1990: Moon 44
- 1990: Hired to Kill
- 1991: Das Leben stinkt (Life stinks)
- 1992: Rexosaurus (Doctor Mordrid)
- 1992: Blöd und Blöder (Naked Truth)
- 1994: Star Trek: Treffen der Generationen (Star Trek: Generations)
- 1996: Dragonheart
- 1997: Mortal Kombat 2 – Annihilation (Mortal Kombat: Annihilation)
- 1997: Perfect Target
- 2000: Jason und der Kampf um das Goldene Vlies (Jason and the Argonauts)
- 2000: Torus – Das Geheimnis aus einer anderen Welt (Epoch)
- 2000: If Tomorrow Comes
- 2001: Joe Dreck (Joe Dirt)
- 2001: The Order
- 2003: Torus: Evolution (Epoch: Evolution)
- 2006: The Tillamook Treasure
- 2009: Dragonquest
- 2021: Macbeth (The Tragedy of Macbeth)

### Fernsehserien
- 1987: Falcon Crest (5 Folgen)
- 1986: Knight Rider (Folge 4.04; Flugzeugentführung)
- 1989: Raumschiff Enterprise: Das nächste Jahrhundert (Star Trek: The Next Generation, Folge 2.08)
- 1995–2000: Akte X – Die unheimlichen Fälle des FBI (The X Files, 9 Folgen)
- 1993–1996: Star Trek: Deep Space Nine (2 Folgen)
- 1993: Key West (13 Folgen)
- 1993: Walker, Texas Ranger (Folge 2.06 Bruderliebe)
- 1995: Hercules (Hercules: The Legendary Journeys, Folge 2.04)
- 1996: Embraced – Clan der Vampire (Kindred: The Embraced, 6 Folgen)
- 1997–1999: Buffy – Im Bann der Dämonen (Buffy the Vampire Slayer, 4 Folgen)
- 2000–2003: Charmed – Zauberhafte Hexen (Charmed, 3 Folgen)
- 1999: Crusade (Folge 1.05)
- 2005: Star Trek: Enterprise (3 Folgen)
- 2002: Birds of Prey (Folge 1.07)
- 2004: Navy CIS (NCIS, Folge 1.17)
- 2011: 2 Broke Girls (eine Folge)
- 2012: Californication (Folge 5.09)
- 2014: Hawaii Five-0 (Folge 4.13)
- 2017: The Orville (Folge 1.08)
- 2018–2024: 9-1-1 (10 Folgen)

## Auszeichnungen
Thompson wurde 1987 zweimal für seine Leistung in Die City-Cobra für die Goldene Himbeere nominiert:
- Schlechtester Nebendarsteller
- Schlechtester Newcomer